# Lya Benjamin
Lya Benjamin (Lia Beniamin; n. 16 mai 1931, Târnăveni, Mureș, România – d. 9 noiembrie 2023) a fost o istorică română de etnie evreiască. A fost autoarea sau editoarea a numeroase volume de documente, studii și antologii despre istoria evreilor din România și a fost cunoscută mai ales pentru cercetarea și documentele publicate privind perioada Holocaustului. 

## Biografie
Lya Benjamin a învățat la școala primară din Târnăveni până în clasa a 3-a când a fost exclusa împreună cu toți copiii evrei  din școlile publice în toamna anului 1940. Apoi casa familiei a fost "românizată" în primăvara anului 1941 iar în iunie 1941 familia a fost evacuată ca și celelalte familii evreiești la Blaj, capitala de județ. După câteva săptămâni au fost trimiși înapoi la Târnăveni unde familia a locuit în chirie. A primit meditații și a primit aprobare să meargă pentru examene la o școală evreiască din Timișoara; astfel a terminat și clasa a 4-a. Familia era discriminată ca si ceilalți evrei, printre altele aveau voie să facă cumpărături și să iasă în afara casei numai între anumite ore dar teama cea mai mare era deportarea în Transnistria.
După război, familia Benjamin s-a mutat la Cluj unde Lya a învățat la Liceul evreiesc, apoi a absolvit Facultatea de Istorie a Universității din Sverdlovsk (Ekaterinburg). La întoarcerea în România a lucrat în domeniul arhivistic.

## Viața profesională și opera ca istoric
În loc să se pensioneze, din 1985 își relansează cariera de istoric și devine cercetător la Centrul pentru Studiul Istoriei Evreilor din România. Inițial s-a concentrat pe lucrări în care a colectat și coeditat documente despre istoria evreilor în România în numeroase volume care acoperă secolele XVIII și prima jumătate a secolului XIX. Volumele includ studii introductive în aspecte ale istoriei evreiești din punct de vedere economic, social, cultural și religios, precum și istoria comunitară. Aceste volume au devenit o sursă importantă citată în articolele altor cercetători.
În paralel a fost preocupată de textele istoriografice ale iluminiștilor evrei. Editează și o culegere de texte din presa evreiască din România despre ideologia și mișcarea sionistă din perioada 1880-1920. Publică și volume care analizează identitatea evreo-română.
Dar subiectul care i-a consumat cea mai mare parte a timpului și care i-a adus cea mai multă notorietate și recunoaștere a fost Holocaustul, un subiect nepopular în primii ani de după 1989. În perioada inițială, arhivele încă nu fuseseră deschise cercetătorilor, iar termenul de Holocaust era evitat atât în text cât și în titlurile publicațiilor în urma presiunilor politice. Aceasta reușește însă de-a lungul timpului să strângă surse după deschiderea treptată a arhivelor și să analizeze diferite aspecte ale regimului Antonescu în lumina acestor documente.
În continuarea acestui aspect a fost membru al Comisiei Internaționale pentru Studierea Holocaustului în România (2004). A redactat raportul final al comisiei în special cu privire la legislația antievreiască și la viața comunitară din epocă și a editat documentele referitoare la Holocaust care au însoțit raportul.
În 2001 obține titlul de doctor în istorie la Universitatea din București, cu o teză despre viața cotidiană a evreilor în perioada Holocaustului.
A publicat în mod activ până la moarte articole în periodice precum Realitatea Evreiască și Revista Baabel.

## Viața personală
A fost căsătorită 63 de ani cu etno-sociologul Hary Kuller, până la decesul acestuia în 2020.

## Distincții
- Medalia Muncii (6 mai 1961) „cu prilejul celei de-a 40-a aniversări de la înființarea Partidului Comunist din Romînia, pentru îndelungată activitate în mișcarea muncitorească, pentru merite deosebite în opera de construire a socialismului”[14]
- Ordinul „Tudor Vladimirescu” clasa a IV-a (12 mai 1966) „pentru rezultatele deosebite obținute în activitatea de organizare a Muzeului de istorie a Partidului Comunist, a mișcării revoluționare și democratice din România”[15]

2014 Premiată de Ambasada SUA în România ca și "Distins istoric" în cadrul premiilor “Femei Curajoase” 2014.
2007 Premiul Ianculovici pentru lucrările publicate pe tema Holocaustului și a istoriei evreilor din România, decernat la Haifa, Israel.

## Publicații (listă parțială)
Cărți (autor sau editor):
- Legislația antievreiască în România 1938 – 1944. Documente, București, Editura Hasefer, 1993
- Problema evreiască în Stenogramele Consiliului de Miniștri 1940 - 1944. Documente, București, Editura Hasefer,1996
- Prigoană și rezistență în istoria evreilor din România. Studii, București, Editura Hasefer, 2001
- Memorialul martirilor din România. Textul și selecția imaginilor de Lya Benjamin, București, Editura Hasefer,2003
- Evreii din România în texte istoriografice. Antologie, București, Editura Hasefer, 2004

În colaborare:
- Izvoare și mărturii referitoare la evreii din România, volumele 2/1 (1988), 2/2 (1990), 3/1 - 3/2 (1999); Editura Hasefer
- Martiriul evreilor din România, București, Editura Hasefer, 1991
- Mituri, rituri și obiecte rituale iudaice, Editura Fundației culturale române, 1994
- Evreii în războiul de reîntregire al României, București, Editura Hasefer,1996
- 1940-1942. Perioada unei mari restriști, vol. I – II, București, Editura Hasefer,1997
- 1943-1944. Bilanțul tragediei. Renașterea speranței, București, Editura Hasefer,1998
- Hary Kuller, Lya Benjamin: Album. Muzeul de istorie a evreilor din România „Șef rabin Moses Rosen", București, Editura Hasefer, 2002
- Iacob Ițhac Niemirower, Iudaismul. Antologie, ediție critică, București, Editura Hasefer, 2005
- Cum a fost posibil? Holocaustul evreilor din România, București, Editura Institutului Național pentru Studierea Holocaustului din România „Elie Wiesel" 2007
- Idealul sionist în presa evreiască din România (1881-1920), București, Editura Hasefer, 2010

Reeditări: 
- Matatias Carp, Cartea neagră, volumele I-III, București, Editura Diogene, 1996
- Arnold Daghani, Groapa este în livada de vișini, București, Editura Hasefer, 2004

Zeci de articole în volume și reviste de specialitate. Scrie și numeroase articole în presă.